# 戴维·帕迪利亚
戴维·帕迪利亚·阿兰西维亚（西班牙語：David Padilla Arancibia；1927年8月13日—2016年9月25日），是玻利维亚的将军，1978年发动军事政变推翻胡安·佩雷达，担任玻利维亚总统。1979年顺应形势卸任，并将政权和平移交瓦尔特·格瓦拉。

## 作品
- 《Decisiones y recuerdos de un general》(1980年)